# Szarka Tamás
Szarka Tamás (Vágsellye, 1964. május 27.–) Kossuth-díjas énekes, zeneszerző, zenész, költő. Testvérbátyjával, Szarka Gyulával a Ghymes együttes alapító tagja.

## Pályafutása

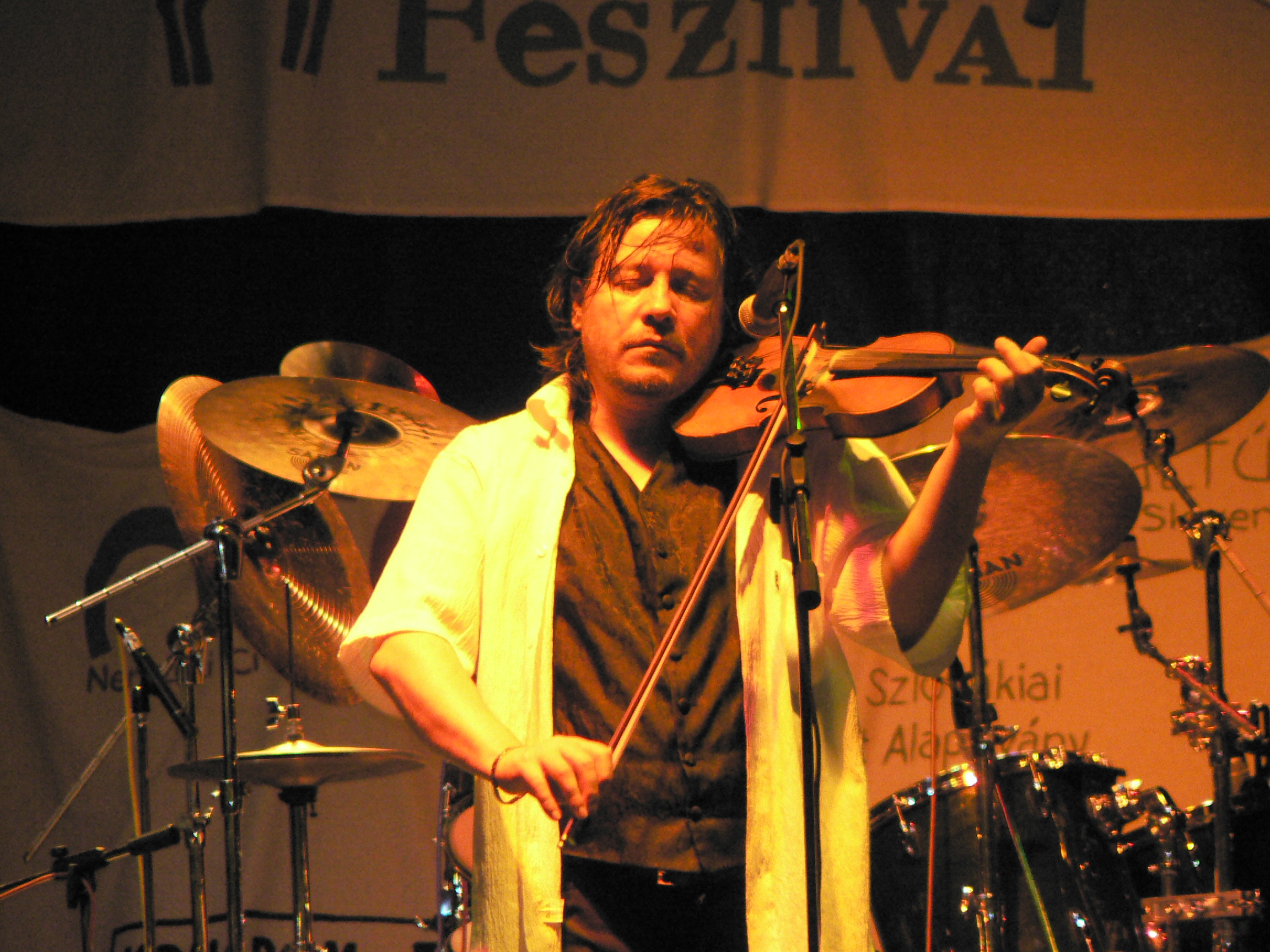
2006. július 8-án a Szikince-Ghymes Fesztiválon

A felvidéki Királyréven nőtt fel, 8 éves korában kezdett hegedülni tanulni a galántai zeneiskolában. Az alapiskola elvégzése után a galántai magyar tannyelvű gimnáziumban folytatta tanulmányait, ahol az iskolában működő kultúrcsoport zenekarában népzenét játszott.
A Nyitrai Pedagógiai Főiskolán szerzett tanári diplomát, ezt követően két éven keresztül tanítóként dolgozott.
Alapítótagja, egyik frontembere, zeneszerzője és dalszövegírója az 1983-ban alakult Ghymes együttesnek.
2004 májusában jelent meg első önálló, szerzői albuma Anonymus címmel,
Első szimfóniáját a Matáv Szimfonikus Zenekar és a Budapesti Ifjúsági Kórus a szerző közreműködésével a budapesti Zeneakadémia nagytermében teltház előtt mutatta be 2006. február 22-én.
Megalakulásának tizenötödik évfordulójára a Duna Televízió felkérte a TV születésnapi zenéjének, himnuszának megírására. Erre az alkalomra született a Kézfogás című dal, amelyből videóklip is készült.
Társ zeneszerzője és közreműködője volt Cakó Ferenc Érzékeny töredékek című homokanimációs előadásának, melyet 2001 decemberében a Szegedi Nemzeti Színházban mutattak be. Több színház felkérésére komponált, így a budapesti Nemzeti Színház Szent Péter esernyője, a pozsonyi Nová Scéna A cigánytábor az égbe megy, a Komáromi Jókai Színház Vérnász című színdarabjaihoz írt zenét, utóbbiban szereplőként is közreműködött.
Rudolf Péter felkérésére az Üvegtigris 2 című film zeneszerzője, a film Csillagreggae c. dalát  2006-ban a hazai filmvilág egyik legrangosabb díjára, VOXCar-díjra jelölték a legjobb magyar betétdal kategóriában. A film zenéje CD-n is megjelent.
A 2008-as Szegedi Szabadtéri Játékokon bemutatott Benyovszky című zenés táncszínházi előadás ötletgazdája, zeneszerzője, dalszövegírója és a Ghymes együttessel közreműködője volt. A produkció korszakalkotó a Dóm téri táncelőadások történetében, mind a közönség, mind a szakmai sajtó elismerően nyilatkozott róla. Az új hagyomány 2010-ben folytatódott, zeneszerzője, dalszövegírója és az énekmondó szerepében közreműködője volt a Dózsa – tánckrónika Dózsa György tetteiről című produkciónak a Szegedi Szabadtéri Játékokon. A tánckrónika kőszínházi változatát a Művészetek Palotájában is nagy sikerrel adják elő.
Mária című első musicaljét 2011 decemberében mutatták be a debreceni Főnix Csarnokban a debreceni Csokonai Nemzeti Színház és a Szegedi Szabadtéri Játékok közös produkciójaként. A mű Szűz Mária életének azon szakaszát jeleníti meg, amikor sorsának értelmét, Jézust szíve alá álmodja, majd leányanyaként menekülni kényszerül. A musical a debreceni Csokonai Színház repertoárjába valamint a Szegedi Szabadtéri Játékok 2012-es műsorába is bekerült, a zenei anyag dupla CD-n is megjelent.
Szarka Tamás zenéje hallható a Getno című 2004-ben készült magyar filmben is, szerzeményeire számos koreográfus készített tánc koreográfiát (Pina Bausch, Novák Ferenc, Mihályi Gábor, Román Sándor, Bozsik Yvett, Varga Ervin, Takács András, Kökény Richárd, Quittner János, Krausz Ági, Keszeg István, Jaro Ďurovčík, Kubánka, Zsuráfszky Zoltán).
Gyermekkora óta ír verseket. Első kötete 2000-ben jelent meg VÁVÁVÁ címmel, a kötet verseiből Anonymus utazik – Anonymus unterwegs címmel 2005-ben kétnyelvű válogatás is megjelent Németországban. Ezt követte az Anonymus kérdez című kötet, amely 2006-ban látott napvilágot. Első hangoskönyve 2008-ban készült; versei és novellái Dörner György, Eperjes Károly, Gesztesi Károly, Pápai Erika, Rudolf Péter, Stohl András és Törőcsik Mari tolmácsolásában hallhatók.
Hegedűn közreműködik Földes László (Hobo) 1999-ben megjelent Csavargók tízparancsolata című lemezén, vendégként fellépett a Hobo Blues Band 25 éves jubileumi koncertjén 2003-ban.
Szerzőként és előadóként közreműködik a Kit ringat a bölcső, Janikát... című Kaszás Attila-emléklemezen, Nagy Szabolcs Régi jó időből című albumán előadóként működik közre.
Szabadidejében festészettel is foglalkozik, egyik műve (Lucifer és Jézus) a VÁVÁVÁ kötet borítóján látható.
A Ghymes együttessel számos rangos szakmai elismerésben részesült, 2011-ben testvérével, Szarka Gyulával megosztott Kossuth-díjat kapott zeneszerzői, előadóművészi, költői, dalszövegírói munkásságáért.
2016-ban szólókarrierbe kezdett, és folyamatosan koncertezik a Szarka Tamás és zenekara formációval is, a Ghymes mellett.
2018-ban ő szerezte az augusztus 20-i budapesti tűzijáték zenéjét, Szent István király dicsérete címmel.
2019-ben közzétett egy felhívást, melyben közös éneklésre (Szarka Tamás: Kézfogás) hívja a Kárpát-medencében élő magyarokat június 4-én, a Nemzeti Összetartozás Napján, ezzel is erősítve az összefogást, az egyben maradásunkat. 2020-ban kiterjesztették a kezdeményezést a Kárpát-medencén túlra is, de az már – a koronavírus-járvány miatt – online valósulhatott meg, ahogy 2021-ben is.
2020 augusztusában jelent meg Missa Missio c. miséje, amelynek ősbemutatója 2020. október 17-én volt a Szent István Bazilikában, Miklósa Erika koloratúrszoprán operaénekesnő közreműködésével. A Missa Missio CD eladásából származó nyereséget a művész az üldözött keresztények megsegítésére ajánlotta fel.
A budapesti Nemzeti Színházban 2024 júniusában, Vidnyánszky Attila rendezésében bemutatták Gorkij Makar Csudra című elbeszélése nyomán született, cigányballada műfaji megjelölésű színpadi művét, az Esthajnalt.

## Művei

### A Ghymessel
- 1988: Az ifjúság sólyommadár
- 1991: Ghýmes
- 1993: Üzenet
- 1995: Bennünk van a kutyavér
- 1996: Tűzugrás
- 1998: Rege
- 2000: Smaragdváros
- 2001: Üzenet (újrakiadás)
- 2002: Héjavarázs
- 2003: Ghymes koncert
- 2004: éGHYMESe
- 2005: Csak a világ végire...
- 2006: Messzerepülő
- 2007: Mendika
- 2008: Álombálom
- 2010: Bennünk van a kutyavér 2010
- 2010: Szikraszemű
- 2012: 30 Fényév
- 2016: Mennyből az angyal

Egyéb Ghymes-lemezek:
- 2001: A nagy mesealbum (mint közreműködő)
- 2002: Bakaballada (Hobóval)
- 2003: A nagy mesealbum II
- 2006: Üvegtigris 2

### Szólólemezei
- 2004: Anonymus
- 2006: Üvegtigris 2. (filmzene)
- 2008: Anonymus hangoskönyv I.
- 2012: Mária (színházi zene)
- 2015: Éden földön (színházi zene)
- 2016: Az ég szerelmére
- 2019: Sósósó
- 2020: A gyermek és a korona (hangoskönyv)
- 2022: Esthajnal

### Színpadi művei
- Szegedi Nemzeti Színház: Érzékeny töredékek (Cakó Ferenc, homokanimáció, 2001 – társzeneszerző és közreműködő)
- Komáromi Jókai Színház: F. G. Lorca – Vérnász (zeneszerző és közreműködő, 2006)
- Vincze-Zsuráfszky–Szarka: Benyovszky (Szegedi Szabadtéri Játékok, táncjáték, 2008 – a Ghymessel)
- Vincze-Zsuráfszky-Szarka: Dózsa – tánckrónika Dózsa György tetteiről (Szegedi Szabadtéri Játékok, táncjáték, 2010 – zeneszerző és közreműködő)
- Szarka Tamás: Mária (Debreceni Csokonai Színház musical, 2012 – zeneszerző, szövegíró és közreműködő, r.: Vidnyánszky Attila)
- Szarka Tamás: Éden földön (Nemzeti Színház, 2015 – zeneszerző, szövegíró, libretto, r.: Bozsik Yvette)

### Könyvei
- Vávává; Szellemkép BT, Budapest, 2000 (Szellemkép könyvek)
- Anonymus unterwegs. Eine lyrische Chronik der Gegenwart / Anonymus utazik; vál., ford., szerk. Karin Kaspers-Elekes; Ars et Littera, Reken, 2005 (Kleine Reihe)
- Anonymus kérdez. Ghymes-zenék versei; Szenc Bt., Budapest, 2006
- Mária. Szövegkönyv; szerzői, Budapest, 2014
- Tánc a hóban. Ghymes-zenék versei / Tanec v snehu. Zhudobnené básne skupiny Ghymes; ford. Garajszki Margit, Silvester Lavrík; Balassi Intézet Pozsonyi Magyar Intézet, Pozsony, 2015
- Éden Földön. Zenés fantasy; szerzői, Budapest, 2016
- Mézet ont az ég; Időjel, Pilisvörösvár, 2021

## Díjai, elismerései
A Ghymessel:
- Nyitott Európáért díj (1999)
- Don Quijote-díj (2001)
- Magyar Művészetért díj (2001)
- Arany Zsiráf díj – world music/jazz kategória (2001, 2002)
- eMeRTon-díj – a legjobb határon túli magyar zenekar (2002)
- Artisjus-díj (2005)
- Fonogram díj (2005)
- Bartók Béla-emlékdíj (2006)
- Pro Renovanda Cultura Hungariae Alapítvány Díja – Kemény Zsigmond-díj (2008)
- Magyar Örökség díj (2008)
- Kossuth-díj (2011, Szarka Gyulával megosztva)
- A Magyar Kultúra Lovagja (2016)
- Petőfi Zenei Díj – Életműdíj (2025)